# Yasin Ozay
Yasin Ozay (Sarreguemines, 2 maggio 1994) è un lottatore francese, specializzato nella lotta greco-romana.

## Palmarès
- Giochi del Mediterraneo

Tarragona 2018: oro nella lotta greco-romana fino a 67 kg.
- Campionati del Mediterraneo

Larissa 2012: argento nella lotta greco-romana fino a 55 kg.
- Mondiali juniores

Zagabria 2014: bronzo nella lotta greco-romana fino a 60 kg.
- Europei juniores

Zagabria 2012: bronzo nella lotta greco-romana fino a 55 kg.
Katowice 2014: argento nella lotta greco-romana fino a 60 kg.
- Europei cadetti

Varsavia 2011: bronzo nella lotta greco-romana fino a 55 kg.